# Афанасьєв Павло Якович
Павло Якович Афанасьєв (нар. 26 січня 1905, село Верхня Уратьма Мензелінського повіту Уфимської губернії, тепер Нижньокамського району Татарстану, Російська Федерація — 19 грудня 1989, місто Москва, Російська Федерація) — радянський діяч, 1-й секретар Магаданського обласного комітету КПРС, голова Нижньо-Амурського і Магаданського облвиконкомів. Кандидат у члени ЦК КПРС у 1961—1971 роках. Депутат Верховної Ради Російської РФСР 4-го скликання. Депутат Верховної Ради СРСР 5—7-го скликань.

## Життєпис
Народився в багатодітній селянській родині. З 1923 року — вантажник, слюсар на нафтопромислах в містах Баку та Грозному.
У 1925—1926 роках — вибійник шахти в місті Кізелі на Уралі.
Член РКП(б) з 1925 року.
У 1926—1929 роках — пропагандист, у 1929—1935 роках — інструктор, секретар Мисово-Челнінського волосного комітету ВКП(б);, секретар Єлабузького районного комітету комітету ВКП(б); інструктор Татарського обласного комітету ВКП(б).
У 1935—1937 роках — у Політичному відділі Китайсько-Східної залізниці.
У 1937—1943 роках — партійний організатор ВКП(б) паровозного депо, начальник стрілочного заводу, секретар комітету ВКП(б) паровозоремонтного заводу міста Мурома Горьковської області.
У 1943—1945 роках — слухач Вищої школи партійних організаторів при ЦК ВКП(б).
У 1945—1947 роках — секретар із кадрів Нижньо-Амурського обласного комітету ВКП(б) Хабаровського краю.
У 1947—1950 роках — голова виконавчого комітету Нижньо-Амурської обласної ради депутатів трудящих Хабаровського краю.
У 1950—1953 роках — заступник голови виконавчого комітету Хабаровської крайової ради депутатів трудящих.
У грудні 1953 — 19 березня 1954 року — голова Організаційного комітету Президії Верховної Ради РРФСР по Магаданській області.
19 березня 1954 — лютий 1958 року — голова виконавчого комітету Магаданської обласної ради депутатів трудящих.
15 лютого 1958 — 2 лютого 1968 року — 1-й секретар Магаданського обласного комітету КПРС.
З лютого 1968 року — персональний пенсіонер союзного значення в місті Москві.
Помер 19 грудня 1989 року в місті Москві. Похований на Троєкуровському цвинтарі Москви.

## Нагороди
- орден Леніна (1965)
- орден Жовтневої Революції
- орден Трудового Червоного Прапора (.12.1963)
- орден Червоної Зірки
- орден «Знак Пошани»
- медалі